# فكتور بون
فكتور بون هو لاعب كرة قدم بلجيكي في مركز central midfielder ‏، ولد في 1998. لعب مع K.M.S.K. Deinze ‏.

## وصلات خارجية
- فكتور بون على موقع قاعدة بيانات كرة القدم.إي يو (الإنجليزية)
- فكتور بون على موقع Soccerway.com (الإنجليزية)
- فكتور بون على موقع عالم كرة القدم.نت (الإنجليزية)